# Richard Stehlík
Richard Stehlík (* 22. června 1984, Skalica) je slovenský hokejový obránce. Většinu kariéry strávil ve Skalici. Mezi jeho další působiště patří Sherbrooke Beavers, Lewiston Maineiacs, HC Dukla Trenčín, Sparta Praha, HC Kometa Brno a HC Vítkovice Steel.

## Reprezentace
- Statistiky reprezentace na Mistrovstvích světa a Olympijských hrách:[1]

| Turnaj       | Místo konání               | Z | G | A | B | Umístění | Soupisky         |
| ------------ | -------------------------- | - | - | - | - | -------- | ---------------- |
| MS 2006      | Lotyšsko (Riga)            | 7 | 0 | 0 | 0 | 8. místo | Soupiska MS 2006 |
| MS 2007      | Rusko (Moskva , Petrohrad) | 6 | 0 | 1 | 1 | 6. místo | Soupiska MS 2007 |
| Celkem na MS |                            | 0 | 0 | 1 | 1 |          |                  |

## Hráčská kariéra
- 2000/2001 HK 36 Skalica (SVK1)
- 2001/2002 HK 36 Skalica (SVK1)
- 2002/2003 Sherbrooke Beavers (QMJHL)
- 2003/2004 Lewiston Maineiacs (QMJHL)
- 2004/2005 HK 36 Skalica (SVK1), HC Dukla Trenčín (SVK1)
- 2005/2006 HC Sparta Praha (E)
- 2006/2007 HC Sparta Praha (E)
- 2007/2008 HC Sparta Praha (E)
- 2008/2009 HC Vítkovice Steel (E)
- 2009/2010 HC Vítkovice Steel (E)
- 2010/2011 HC Kometa Brno (E)
- 2011/2012 Salavat Julajev Ufa (KHL), Atlant Mytišči (KHL)
- 2012/2013 MODO Hockey, HC Vítkovice Steel
- 2013/2014 HC Vítkovice Steel (E)
- 2014/2015 HC Vítkovice Steel (E)
- 2015/2016 HC Kometa Brno (E), Villacher SV (Rakousko), HC Oceláři Třinec (E)
- 2016/2017 MHk 32 Liptovský Mikuláš (SVK1)